# Caesar Rodney
Pour les articles homonymes, voir Rodney.
Caesar Rodney, né le 7 octobre 1728 dans le comté de Kent et mort dans le même comté le 26 juin 1784, est un juriste et homme politique américain ayant été gouverneur du Delaware. Il représenta la colonie à New York en 1765 pour le Stamp Act Congress, évènement précurseur de la Révolution américaine.
Il est l'un des signataires de la Déclaration d'indépendance des États-Unis.